# Monaeses reticulatus
Monaeses reticulatus là một loài nhện trong họ Thomisidae.
Loài này thuộc chi Monaeses. Monaeses reticulatus được Eugène Simon miêu tả năm 1909.